# Girl!Power! Live in Istanbul
Girl!Power! Live in Istanbul – debiutancka trasa koncertowa Spice Girls, która odbyła się w październiku 1997 r. Obejmowała dwa koncerty w Stambule; 12 i 13 października. Miejscem koncertów była Abdi İpekçi Arena.

## Koncert

### Scena
Scena składała się z dwóch części: dolnej i górnej. Na scenie znajdowała się rampa, która prowadziła w dół do głównej części sceny. Po prawej i lewej stronie sceny znajdowały się klatki schodowe, które prowadziły do mniejszych platform sceny. Na środku sceny znajdował się mały pas startowy. Zespół występował w prawym dolnym rogu sceny i w lewym dolnym rogu rampy. Po prawej stronie sceny znajdowała się siatka, na której były umieszczone litery S-P-I-C-E. Podczas koncertów na początku wykorzystywano duży ekran, który umieszczono z tyłu sceny.

## Program koncertów

### Część 1
- „If U Can’t Dance”
- „Who Do You Think You Are” (w intro do utworu wykorzystano fragment utworu „Diva” grupy Club 69)
- „Something Kinda Funny”
- „Saturday Night Divas”
- „Say You’ll Be There”
- „Step To Me”

### Część 2
- „Naked” (w intro wykorzystano fragmenty filmu „Batman Forever”)

### Część 3
- „2 Become 1”
- „Stop”
- „Too Much”

### Część 4
- „Spice Up Your Life”
- „Love Thing”
- „Mama”

### Bisy
- „Move Over”
- „Wannabe”

## Nagrania
17 stycznia 1998 r. kanał Showtime Channel w Wielkiej Brytanii o 21.00 wyemitował jeden z dwóch koncertów na wspomnianej wyżej arenie w Stambule. Nagranie z koncertu zatytułowano Spice Girls – Wild!in Concert; udostępniając przy tym na antenie setlistę z koncertu. W nagraniu wycięto jedynie utwór „Naked”.